# Antonio Marchesano
Antonio Marchesano (Bellinzona, 18 gennaio 1991) è un calciatore svizzero, centrocampista dello Yverdon.

## Caratteristiche tecniche
Marchesano è un giocatore molto cinico sotto porta e rapido.

## Carriera

### Club
Nell'estate 2009 il Bellinzona lo cede ai Biaschesi, squadra svizzera appartenente alla Prima Lega. Nel luglio 2010 passa al FC Locarno, disputando la Challenge League 2010-2011.
Nell'estate 2011 torna al Bellinzona, nel frattempo retrocesso in Challenge League. Nel 2012 viene confermato dal club ticinese, per disputare la Challenge League 2012-2013.
Nell'estate del 2015 Marchesano firma per il Bienne, squadra della Challenge League, con cui segna il suo primo gol nella partita persa 5-4 contro il Losanna.

### Nazionale
Il 2 giugno 2012 è stato convocato per la prima volta dalla nazionale Svizzera under 21, per la partita contro la Croazia under 21, valida per la qualificazione ai Campionato europeo di calcio Under-21. Il 10 settembre ha esordito nella gara contro l'Estonia under 21, nel girone di qualificazione all'Europeo.

## Palmarès
- Challenge League: 1

Zurigo: 2016-2017
- Coppa Svizzera: 1

Zurigo: 2017-2018
- Campionato svizzero: 1

Zurigo: 2021-2022